# Nagy rajzolás
A nagy rajzolás (The Big Draw) egy évente megrendezett kampány a rajzolás népszerűsítésére. 2000-ben indult el hódító útjára, először Angliában, majd az évek során világszerte több száz intézmény csatlakozott az októberi, teljes hónapig tartó rendezvénysorozathoz. Mára már több mint 1500 intézmény (iskolák, múzeumok, könyvtárak, galériák, művészi közösségek, helyi önkormányzatok, kastélyok stb.) vesz részt egy-egy nagy rajzolási kampányban. A rendezvények rendszerint összekapcsolják a művészetek, a tudomány, a dizájn és a környezet témaköröket.

## A nagy rajzolás története
A Kampány a Rajzolásért egy angol, független, nonprofit alapítvány, amely a rajzolást úgy tekinti, mint a gondolatok, a kreativitás, a szociális és kulturális tevékenységek összekapcsolásának eszközét. Egyetlen célt tűzött ki maga elé több mint tizenöt évvel ezelőtt: mindenkit rávenni a rajzolás valamilyen formájára. Az évek során két fő rendezvénysorozatot indított annak érdekében, hogy rajzolásra buzdítsa mind a profikat, mind az amatőröket: a nagy rajzolást és a „power drawing”-ot. A kampány hosszútávú célja, hogy megváltoztassa a pedagógusok és a nagyközönség rajzoláshoz való hozzáállását, és kitörölje a beszédből azt a kifejezést, hogy „Nem tudok rajzolni.”

## Külső hivatkozások
- Forrás Archiválva 2011. július 16-i dátummal a Wayback Machine-ben
- A Kampány a Rajzolásért alapítvány
- www.thebigdraw.org A nagy rajzolás angol weboldala
- A magyar információs portál Archiválva 2011. július 14-i dátummal a Wayback Machine-ben